# Kraft Heinz Company
A Kraft Heinz Company (röviden Kraft Heinz) egy amerikai élelmiszeripari cég, amely a Kraft Foods és a  Heinz (székhelyei: Chicago, Illinois illetve Pittsburgh, Pennsylvania) cégek egyesülésével jött létre. A Kraft Heinz a harmadik legnagyobb étel- és italgyártó cég Észak-Amerikában  illetőleg a világon az ötödik legnagyobb, 2017-ben 26,2 milliárd dollár éves forgalommal.
2018-ban a  Kraft Heinz elindította  a  Springboard Brands nevű új vállalkozását, amely a növekvő organikus, természetes és "szuperprémium" élelmiszermárkákra koncentrál. A Kraft Heinz cég 2018-ban a Fortune 500 bevétel szerinti listájának 114. helyén szerepelt az amerikai vállalatok között.

## Az összeolvadás
A  Kraft Foods és a  H.J. Heinz cégek összeolvadásáról 2015 elején a két cég vezetői szervei döntöttek és megkapták ehhez a szükséges hatósági hiozzájárulásokat.

## A Kraft Heinz márkái
A cég márkái, országok szerint:

### Ausztrália
- Heinz Australia
- Greenseas
- Golden Circle
- Heinz at Home
- Heinz for Baby
- Original Juice Co.

### Belgium
- Heinz Belgium

### Brazília
- Heinz Brazil
- Quero

### Kanada
- Heinz Baby
- Kraft Heinz Canada
- Kraft Heinz Canada Foodservice

### Kína (tágan értelmezve)
- Heinz Hong Kong
- Heinz Infant Nutrition
- Heinz Ketchup
- Heinz-Meiweiyuan
- Heinz Western Sauces

### Cseh Köztársaság
- Heinz Czech Republic

### Dánia
- Heinz Denmark

### Finnország
- Heinz Finland

### Franciaország
- Heinz France
- Weight Watchers
- Bénédicta

### Németország
- Heinz Germany
- Heinz Beanz
- Heinz Ketchup

### Írország
- Heinz Ireland

### India
- Heinz India

### Indonézia
- Heinz ABC

### Olaszország
- Aproten
- Plasmon

### Japán
- Heinz Japan

Heinz Japan Foodservice
Heinz Ketchup
Ore-Ida

### Dél-Korea
- Kraft Heinz Korea

### Mexikó
- Heinz Mexico

### Közép-Kelet
- Heinz Africa and Middle East

### Hollandia
- Heinz Netherlands
- Heinz Nederland
- Amoy
- Brinta
- De Ruijter
- Gezonddrinken
- Honig
- Karvan Cévitam
- Roosvicee
- Venz
- Werken bij Heinz

### Új Zéland
- Cats Prefer Chef
- Food in a Minute
- Wattie's For Baby
- Good Taste Company
- Nurture Baby
- Nutri+Plus
- PurePet
- Wattie's

### Norvégia
- Heinz Norway

### Lengyelország
- Heinz Poland Ketchup & Sauces
- Pudliszki

### Fülöp-szigetek
- Lea & Perrins Kitchen

### Oroszország
- Heinz Russia

### Spanyolország
- Heinz Spain
- Orlando

### Svédország
- Heinz Sweden

### Egyesült Királyság
- Heinz UK
- Amoy
- Daddies
- Heinz Baby Food
- Heinz Ketchup
- Heinz Salad Cream
- Heinz Soup
- HP Sauce

### Amerikai Egyesült Államok
- A.1.
- Athenos
- Back to Nature Meals
- Bagel Bites
- Bakers Chocolate
- Breakstones
- Capri Sun
- Classico
- Claussen
- Cool Whip
- Corn Nuts
- Country Time
- Cracker Barrel Cheese
- Crystal Light
- Delimex
- Gevalia
- Grey Poupon
- Heinz 57 Sauce
- Heinz Chili Sauce
- Heinz Cocktail Sauce
- Heinz Gravy
- Heinz Ketchup
- Heinz Vinegar
- Jack Daniel's Sauces
- Jell-O
- Jet-Puffed
- Knudsen
- Kool-Aid
- Kraft Barbeque Sauce
- Kraft Foodservice
- Kraft Mac and Cheese
- Kraft Natural Cheese
- Kraft Salad Dressing
- Kraft Singles
- Lea & Perrins
- Lunchables
- Maxwell House
- Mio
- Miracle Whip
- Mr. Yoshida's
- My Heinz
- Nancy's
- Ore-Ida
- Oscar Mayer
- Philadelphia
- Planters
- Shake N Bake
- Stove Top
- Sure-Jell
- Tassimo
- TGI Fridays
- Velveeta
- Weight Watchers Smart Ones
- Wyler's

### Venezuela
- Heinz Venezuela